# Batalion im. Georgi Dymitrowa

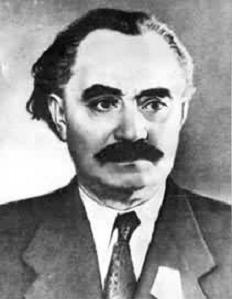
Georgi Dymitrow, patron batalionu

Batalion im. Georgi Dymitrowa – jeden z batalionów ochotniczych okresu hiszpańskiej wojny domowej 1936–1939.
Jego szeregi zasilali głównie Bułgarzy i Czesi sympatyzujący z ruchem lewicowym. Batalion wchodził w skład Brygad Międzynarowowych walczących po stronie republikańskiej przeciwko oddziałom gen. Francisco Franco, wspieranym przez faszystowskie rządy III Rzeszy i Włoch. 
Patronem batalionu był bułgarski komunista, Georgi Dymitrow.

## Dowódcy
- Josef Pavel „Franta Szuster” (Czech) (10 października – 30 listopada 1937)

## Komisarze polityczni
- Prodan Tabakow (Bułgar) (10 października – 30 listopada 1937)